# Heteromesus bifurcatus
Heteromesus bifurcatus är en kräftdjursart som beskrevs av Menzies1962. Heteromesus bifurcatus ingår i släktet Heteromesus och familjen Ischnomesidae. Inga underarter finns listade i Catalogue of Life.